# Positions (альбом)
Positions — шостий студійний альбом американської співачки Аріани Ґранде. Він був випущений лейблом Republic Records 30 жовтня 2020 року. Ґранде працювала з багатьма продюсерами над альбомом, у тому числі з постійним співавтором Томмі Брауном, а також з Вікторією Моне й Тайлі Паркс. У музичному плані Positions — це R&B і поп альбом з елементами трепу, хіп-хопу, нео-соулу, диско, фанку та електрохаусу. Doja Cat, Megan Thee Stallion, The Weeknd і Ty Dolla Sign з'являються в альбомі як гості. Positions отримав загалом схвальні відгуки музичних критиків; вокальне виконання Ґранде часто хвалили, проте текст пісень викликав критику.
Заголовний трек був випущений як провідний сингл й дебютував на вершині Billboard Hot 100. Усі 14 треків із Positions одночасно потрапили до Hot 100, а другий сингл, «34+35» досяг другого місця після випуску його реміксу з Doja Cat і Megan Thee Stallion.
Цей альбом став п'ятим альбомом Аріани номер один у Сполучених Штатах. Він провів два тижні поспіль на першому місці в країні і був сертифікований платиновим Асоціацією звукозаписної індустрії Америки. Крім цього, різні видання включили Positions у різні списки найкращих альбомів 2020 року.
Альбом посів перше місце в Аргентині, Канаді, Хорватії, Ірландії, Литві, Новій Зеландії, Норвегії та Великобританії. На 64-й щорічній церемонії вручення премії «Греммі» (2022) Positions був номінований на найкращий вокальний поп-альбом, а головний сингл «Positions» змагався за найкраще сольне поп-виконання.

## Передісторія
19 квітня 2020 року вперше стало відомо, що Аріана Ґранде працює над новою музикою. У травні 2020 року вона заявила, що записала пісню з Doja Cat, однак у тому ж інтерв'ю розповіла, що не випустить альбом під час карантину через пандемію COVID-19. Вже 14 жовтня 2020 року Ґранде оголосила в соціальних мережах, що її майбутній шостий студійний альбом буде випущений вже цього місяця. 23 жовтня 2020 року вона підтвердила через свій акаунт у Twitter, що альбом вийде 30 жовтня, і опублікувала офіційну обкладинку. Трек-лист був оприлюднений наступного дня. Крім цього, Ґранде випустила ще три різні обкладинки альбому Positions у своїх соціальних мережах. Кожна з них — це чорно-білі фотографії співачки з різноманітним позуванням із зеленим фільтром, що надає альбому естетики 60-х. Фото були зроблені Дейвом Мейерсом, який також був режисером кліпу на заголовний трек.
На альбом в основному вплинуло любовне життя Аріани та її стосунки з Далтоном Гомесом, чоловіком, з яким вона почала зустрічатися в січні 2020 року.

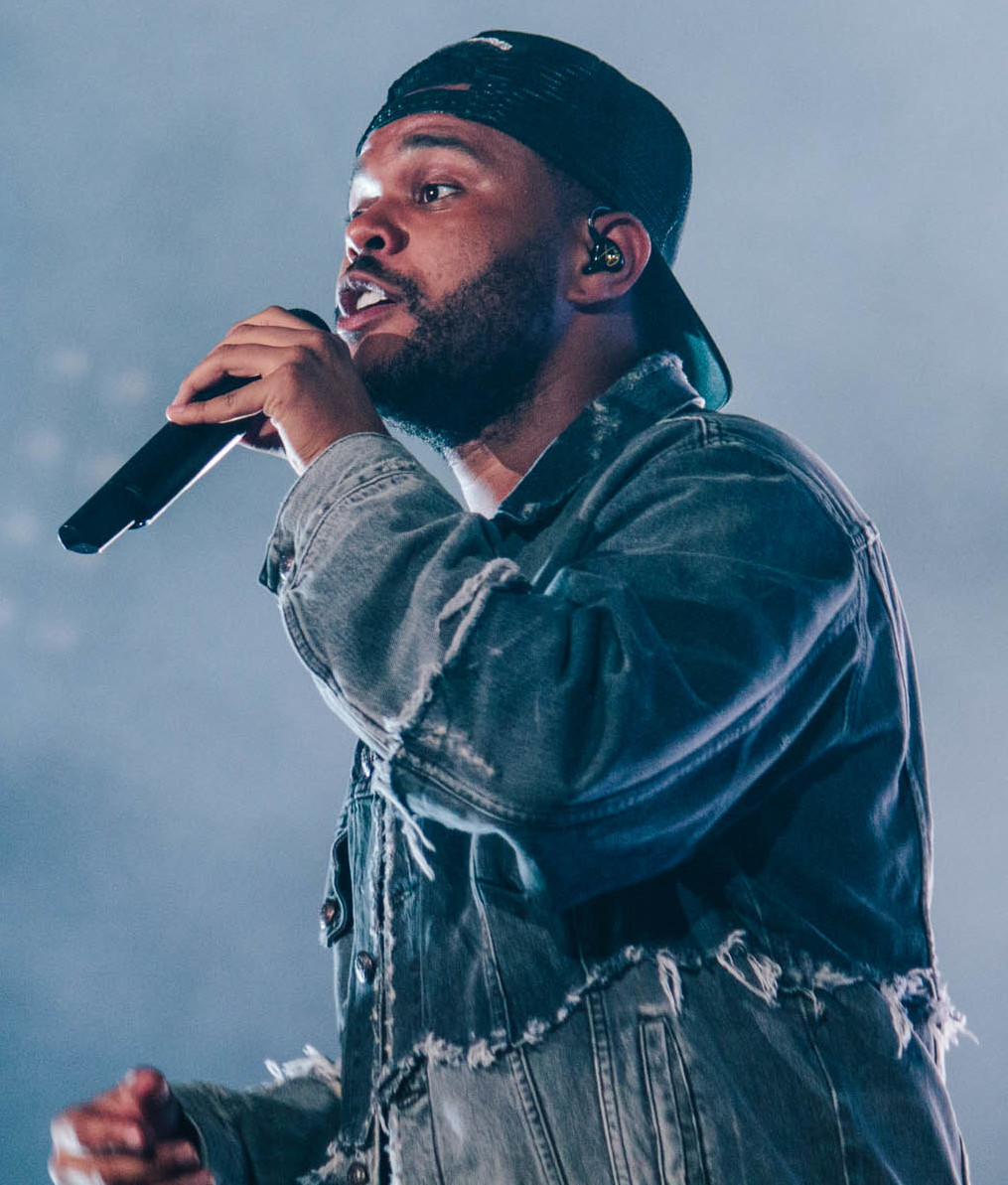
Пісня «off to the table», що ввійшла до альбому — це вже третя колаборація Аріани та The Weeknd (на фото).

## Реліз і просування
27 жовтня Ґранде оголосила, що обмежене видання компакт-дисків Positions з двома альтернативними обкладинками з її автографом з'явиться разом з альбомом, і вони були доступні для попереднього замовлення на офіційному веб-сайті співачки. 19 лютого 2021 року вийшло делюкс видання Positions, яке включає в себе чотири додаткових пісні («Someone Like U (Interlude)», «Test Drive», «Worst Behavior», «Main Thing») і ремікс на трек «34+35». 9 лютого 2021 року співачка розповіла, що ця версія альбому вийде 19 лютого. Реліз на CD відбувся 26 березня 2021 року, а 9 квітня 2020 року було випущено вінілову версію стандартного видання альбому, разом з варіантом, що світиться в темряві, доступним ексклюзивно в Target.
У липні 2021 року альбом просували серією живих виконань деяких треків, представлених на Vevo.

## Сингли
Сингл «Positions» був випущений 23 жовтня 2020 року як лід-сингл й дебютував з першого рядка чарту Billboard Hot 100, зробивши Ґранде другим артистом, після Дрейка, чиї три сингли («Stuck With U», «Rain On Me» і «Positions») зайняли найвищі позиції в даному чарті. Музичне відео на пісню, зняте Дейвом Мейерсом, зображує Ґранде в ролі президента США. На 64-й церемонії «Греммі» пісня отримала номінацію «Краще поп-виконання».
Наступним синглом альбому стала пісня «34+35». Ґранде почала працювати над нею у 2019 році та закінчила роботу у вересні 2020 року, після того як вирішила, що вона увійде до альбому. У січні 2021 року Аріана випустила ремікс цієї пісні, записаний разом з Doja Cat і Megan Thee Stallion. Ремікс увійшов до делюкс-версії Positions, випущеної 19 лютого 2021 року.
Третім синглом стала пісня «Pov». Після випуску альбому, сингл дебютував під номером 40 в американському Billboard Hot 100, пізніше досягнувши 27-го місця. Танцювальне ліричне відео на пісню, зняте режисером X, було випущене 30 квітня 2021 року й було присвячене шестимісячній річниці Positions. Музичний відео з живим виконанням було випущено 21 червня 2021 року.

## Критичний прийом
Альбом отримав загалом схвальні відгуки від музичних критиків, більшість з яких погодилися, що Ґранде «цього разу не відкривала нічого нового». На Metacritic, альбом має середню оцінку 72 на основі 24 рецензій. Кілька видань назвали деякі треки з альбому одними з найкращих у 2020: «Positions», «34+35», «POV», «Just like Magic», «Nasty», «My Hair», «Motive», «Love Language», «Six Thirty», і «Off the Table».
| Видання               | Назва списку                        | Місце | Посилання |
| --------------------- | ----------------------------------- | ----- | --------- |
| Billboard             | Top 50 Best Albums of 2020          | 11    | [ 25 ]    |
| Clash                 | Clash Albums Of The Year 2020       | 49    | [ 26 ]    |
| Complex               | The Best Albums of 2020             | 36    | [ 27 ]    |
| The Guardian          | The 50 Best Albums of 2020          | 40    | [ 28 ]    |
| The Los Angeles Times | The 10 Best Albums of 2020          | 6     | [ 29 ]    |
| PopMatters            | The 20 Best R&B/Soul Albums of 2020 | 8     | [ 30 ]    |
| Rolling Stone         | The 50 Best Albums of 2020          | 22    | [ 31 ]    |
| Uproxx                | The Best Albums Of 2020             | 20    | [ 32 ]    |
| Uproxx                | The Best Pop Albums of 2020         | 4     | [ 33 ]    |
| USA Today             | The 10 Best Albums of 2020          | 4     | [ 34 ]    |
| Vogue                 | The 20 Best Albums of 2020          | 6     | [ 35 ]    |

## Трек-лист
| Звичайне видання | Звичайне видання                       | Звичайне видання                          | Звичайне видання                                                                | Звичайне видання                                   | Звичайне видання |
| #                | Назва                                  | Автор слів                                | Автор музики                                                                    | Продюсер(и)                                        | Тривалість       |
| ---------------- | -------------------------------------- | ----------------------------------------- | ------------------------------------------------------------------------------- | -------------------------------------------------- | ---------------- |
| 1.               | «Shut Up»                              | Аріана Гранде Тейлор Паркс                | Grande Tommy Brown Michael Foster Steven Franks Peter Lee Johnson Travis Sayles | Brown Mr. Franks [b] Sayles [b] Johnson [c]        | 2:37             |
| 2.               | «34+35»                                | Grande Scott Nicholson Parx Вікторія Моне | Grande Brown Franks Johnson Xavier Herrera Albert Stanaj [c]                    | Brown Franks [a] Xavi [a] Johnson [c]              | 2:53             |
| 3.               | «Motive (пісня)» (з Doja Cat)          | Grande Amala Dlamini Monét Nija Charles   | Grande Brown Franks James McIntyre Shane Lindstrom                              | Brown Murda Beatz Franks [a] Joseph L'Étranger [a] | 2:47             |
| 4.               | «Just like Magic»                      | Grande Priscilla Renea                    | Grande Brown Franks Shea Taylor                                                 | Brown Franks Taylor                                | 2:29             |
| 5.               | «Off the Table» (з the Weeknd)         | Grande Abel Tesfaye                       | Grande Brown Franks Sayles Shintaro Yasuda                                      | Brown Shintaro Franks [a] Sayles [a]               | 3:59             |
| 6.               | «Six Thirty»                           | Grande Renea                              | Grande Brown Franks Taylor Dylan Teixeira                                       | Brown Franks Taylor [a] Nami [a]                   | 3:04             |
| 7.               | «Safety Net» (featuring Ty Dolla Sign) | Grande Tyrone Griffin, Jr.                | Grande Brown Khristopher Riddick-Tynes Leon Thomas III Silas Doss               | Brown The Rascals Keys Open Doors [b]              | 3:28             |
| 8.               | «My Hair»                              | Grande Monét Parx                         | Grande Scott Storch Anthony M. Jones Charles Anderson                           | Brown Storch Jones [a] Scootie [a]                 | 2:38             |
| 9.               | «Nasty»                                | Grande Monét                              | Grande Brown Sayles Thomas Teixeira Riddick-Tynes                               | Brown The Rascals Sayles Nami                      | 3:20             |
| 10.              | «West Side»                            | Grande Monét                              | Grande Brown Herrera Ammar Junedi                                               | Brown Xavi Junedi [b]                              | 2:12             |
| 11.              | «Love Language»                        | Grande Monét Parx Kam Parker              | Grande Brown Sayles Tommy Parker                                                | Brown Sayles T. Parker                             | 2:59             |
| 12.              | «Positions»                            | Grande Angelina Barrett                   | Grande Brown Franks Charles London Holmes James Jarvis Brian Vincent Bates [c]  | Brown Franks London on da Track                    | 2:52             |
| 13.              | «Obvious»                              | Grande Charles                            | Grande Brown Franks Charles Sayles Johnson Ryan Tedder Josh Conerly [c]         | Brown Franks Sayles Conerly [c]                    | 2:28             |
| 14.              | «POV»                                  | Grande Parx                               | Grande Brown Franks Parx Oliver Frid                                            | Brown Franks Frid                                  | 3:21             |
| 41:07            |                                        |                                           |                                                                                 |                                                    |                  |

| Делюкс видання (Бонусні треки) | Делюкс видання (Бонусні треки)                              | Делюкс видання (Бонусні треки)      | Делюкс видання (Бонусні треки)                                  | Делюкс видання (Бонусні треки)                             | Делюкс видання (Бонусні треки) |
| #                              | Назва                                                       | Автор слів                          | Автор музики                                                    | Продюсер(и)                                                | Тривалість                     |
| ------------------------------ | ----------------------------------------------------------- | ----------------------------------- | --------------------------------------------------------------- | ---------------------------------------------------------- | ------------------------------ |
| 15.                            | «Someone like U» (interlude)                                | Grande                              | Grande Brown Sayles Marqueze Parker Sam Wishkoski Andrew Wansel | Brown Pop Wansel Sam Wish Marqueze Parker [a] Sayles [a]   | 1:16                           |
| 16.                            | «Test Drive»                                                | Grande Monét Parx                   | Brown Franks Parx Monét Lindstrom Zachary Foster                | Brown Franks Murda Beatz Zachary Foster                    | 2:02                           |
| 17.                            | «34+35» (remix; featuring Doja Cat and Megan Thee Stallion) | Grande Dlamini Megan Pete Nicholson | Grande Brown Franks Johnson Herrera                             | Brown Franks [a] Xavi [a] Johnson                          | 3:03                           |
| 18.                            | «Worst Behavior»                                            | Grande Parx                         | Grande Brown Franks T. Parker                                   | Brown Franks T. Parker                                     | 2:04                           |
| 19.                            | «Main Thing»                                                | Grande                              | Grande Brown Franks Sayles Herrera Conerly Yonatan Watts        | Brown Franks Xavi Sayles [a] Conerly [a] Yonatan Watts [a] | 2:09                           |
| 51:41                          |                                                             |                                     |                                                                 |                                                            |                                |